# Hồng Nhung
Lê Hồng Nhung (sinh ngày 15 tháng 3 năm 1970), thường được biết đến với nghệ danh Hồng Nhung, là một nữ ca sĩ người Việt Nam. Cô đã thành công trong việc đổi mới nhạc Trịnh từ những năm đầu thập niên 90 và là người từng giành tám đề cử cho giải Cống hiến. Hồng Nhung là một nghệ sĩ có sức ảnh hưởng lớn và được công nhận là một trong bốn Diva Việt Nam bên cạnh Thanh Lam, Mỹ Linh và Hà Trần.
Hồng Nhung được công chúng biết đến khi tuổi đời còn trẻ, gây ấn tượng với một giọng hát đầy nội lực mà tinh tế, sáng và vang. Cô chịu ảnh hưởng lớn từ Sinéad O'Connor và Whitney Houston. Hồng Nhung cũng là một nghệ sĩ tích cực tham gia nhiều chiến dịch như trở thành đại biểu của Việt Nam lên tiếng về vấn đề bảo vệ loài tê giác, gấu; tham gia dự án âm nhạc chống nạn ấu dâm, các hoạt động thiện nguyện. Ngoài ra, cô cũng nổi tiếng về sự thông minh, khéo léo trong giao tiếp cũng như trong cách làm việc.
Hồng Nhung từng thể hiện thành công những bài hát của nhiều nhạc sĩ nổi tiếng như Văn Cao, Dương Thụ, Trần Tiến, Phú Quang, Quốc Trung, Thanh Tùng, Hồng Đăng, Từ Huy, Duy Thái, Trần Quang Lộc, Lã Văn Cường, Bảo Chấn, Bảo Phúc, Phạm Minh Tuấn, Quốc Bảo, Huy Tuấn, Nguyễn Duy Hùng... nhưng thành công nhất vẫn là những nhạc phẩm của Trịnh Công Sơn.

## Tiểu sử
Lê Hồng Nhung sinh ngày 15 tháng 3 năm 1970 tại Hà Nội, trong một gia đình trí thức. Bố cô là dịch giả Lê Văn Viện và mẹ cô là Đới Thu Hồng, người gốc Huế (bà là hậu duệ của vua Minh Mạng). Ông nội của Nhung là họa sĩ Lê Văn Ngoạn, ông ngoại là nhà ngôn ngữ học Đới Xuân Ninh, cựu hiệu trưởng của Trường Bưởi, nơi bố cô từng theo học. Bác ngoại cô là nhà văn, đạo diễn Đới Xuân Việt. Cô có họ hàng với ca sĩ Bằng Kiều (gọi bằng chú) và cháu họ cô là nhà sản xuất nhạc, rapper Lope Phạm. Bố mẹ Nhung chia tay khi cô chưa đầy 2 tuổi, vì là con một nên khi đó ông đã kiên quyết nhận nuôi Hồng Nhung. Từ đó, cô sống với bố và ông bà nội còn những ngày cuối tuần thì đến thăm mẹ. Bố Hồng Nhung sau đó đã tái hôn với một người phụ nữ tên Mai, hơn cô 10 tuổi.
Năm 10 tuổi, Hồng Nhung thi tuyển vào đội Họa mi của Cung Văn hóa Thiếu nhi Hà Nội và trở thành thành viên của đội họa mi. Năm 11 tuổi, Hồng Nhung được chọn để thu âm bài hát đầu tiên "Lời chào của em" tại Đài Tiếng nói Việt Nam và biểu diễn trong Đội nghệ thuật măng non Hà Nội. Năm 1983, Hồng Nhung có tên trong danh sách những học sinh giỏi toàn thành phố, được Thủ tướng Phạm Văn Đồng tặng bằng khen. Đồng thời cũng là học sinh giỏi toàn diện 7 năm liền và tốt nghiệp PTCS với số điểm 36/40, từng được cử đi thi học sinh giỏi Văn cấp thành phố rồi đi thi Học sinh giỏi Quốc gia. Sau đó, Nhung thi vào Học viện Âm nhạc Quốc gia Việt Nam và công tác tại Đoàn ca múa nhạc Trung ương. Hồng Nhung tốt nghiệp đại học khoa tiếng Anh của Đại học Khoa học và Xã hội Nhân Văn, Thành phố Hồ Chí Minh.

## Sự nghiệp

### 1984–1996: Khởi đầu sự nghiệp
Năm 1984, lần đầu tiên được cử đi dự "Liên hoan nghệ thuật quốc tế" ở Libya, trở thành giọng hát thiếu nhi được yêu mến tại Hà Nội lúc bấy giờ. Năm 1985, cô đoạt Huy chương vàng "Hội diễn chuyên nghiệp toàn quốc" lần thứ 4 tại Hải Phòng với ca khúc "Diều ơi cho em bay" của Nguyễn Cường. Cô gặp gỡ nhạc sĩ Dương Thụ và được ông dìu dắt vào nghề. Khoảng hơn 1 năm sau, Hồng Nhung gặp nhạc sĩ Quang Vinh, gia nhập Đoàn ca nhạc nhẹ Trung ương và bắt đầu bước vào con đường ca hát chuyên nghiệp rồi nhanh chóng trở thành một hiện tượng nhạc trẻ bấy giờ. Năm 1987, được chọn đi thi "Giọng hát hay Hà Nội", lúc đó cô mới học năm thứ nhất hệ trung cấp ở Trường nghệ thuật Hà Nội và giành giải nhất với ca khúc "Nhớ về Hà Nội". Đây là một bước ngoặt quan trọng trong sự nghiệp ca hát của cô.
Năm 1988, ra mắt album Tiếng hát Hồng Nhung, được tái bản nhiều lần. Cô chính thức gia nhập Đoàn ca múa nhạc nhẹ Trung ương. Năm 1989, cô biểu diễn tại liên hoan nhạc nhẹ ở Berlin, Cộng hòa Dân chủ Đức và biểu diễn tại Festival thế giới lần thứ 19 tại Triều Tiên. Năm 1990, cô lưu diễn tại Iraq. Năm 1991, sau chuyến lưu diễn tại Trung Quốc và Singapore, Hồng Nhung chính thức gia nhập Đoàn ca nhạc nhẹ Sài Gòn và đoạt giải nhất "Cuộc thi đơn ca nhạc nhẹ toàn quốc năm 1991", các ca khúc trong cuộc thi đã được đưa vào album Sao anh không đến với 5 ca khúc Việt Nam và 4 ca khúc nước ngoài. Năm 1992, cô lưu diễn tại Nga, Ba Lan, Hàn Quốc, Trung Quốc.
Tháng 9 năm 1991, Hồng Nhung đoạt giải nhất "Đơn ca nhạc nhẹ toàn quốc lần thứ 2" với các ca khúc "Hãy đến với em" (Duy Thái), "Vì sao anh không đến" (Từ Huy) và "Nothing Compares to You" (Sinéad O'Connor). Năm 1992, cô theo bố vào Thành phố Hồ Chí Minh, may mắn gặp gỡ nhạc sĩ Trịnh Công Sơn và tạo nên một mối nhân duyên âm nhạc vô cùng đẹp và cũng là bước ngoặt lớn làm thay đổi cuộc đời âm nhạc của Hồng Nhung, có ảnh hưởng mạnh mẽ đến cá tính âm nhạc và con đường âm nhạc của Hồng Nhung. Cô hát nhạc Trịnh Công Sơn bằng phong cách mới, tạo ấn tượng mạnh. Năm 1993, album nhạc Trịnh Công Sơn Bống bồng ơi ra mắt nhanh chóng trở thành hiện tượng âm nhạc, một bước ngoặt lớn đối với sự nghiệp ca hát của Hồng Nhung và mang dấu ấn lịch sử đối với âm nhạc Trịnh Công Sơn. Bống bồng ơi là cầu nối chuyển giao thế hệ từ Khánh Ly sang Hồng Nhung, khơi thông mạch chảy có "linh hồn" cho dòng nhạc Trịnh trong đời sống âm nhạc Việt sau năm 1975.
Năm 1994, Hồng Nhung phát hành album Lênh đênh – 10 ca khúc Hồng Đăng, cùng ca sĩ Thanh Lam thu âm băng nhạc Từ Huy chủ đề "Ngày anh đến"; cùng Phương Thanh thu thanh album Tôn Thất Lập – Tình ca mùa xuân. Tham gia chương trình Duyên dáng Việt Nam một với ca khúc "Bống bồng ơi" của Trịnh Công Sơn được chính tác giả giới thiệu, dẫn chuyện trước khi Hồng Nhung ra biểu diễn. Năm 1995, cô hợp tác với nhạc sĩ Đức Trí sản xuất  album Chợt nghe em hát – được coi là album chủ đề đầu tiên của nhạc Việt với các sáng tác lần đầu tiên được ra mắt của hai nhạc sĩ Lã Văn Cường và Trần Quang Lộc. Album đã lập nên một kỷ lục thời bấy giờ khi 30 ngàn bản được bán trong vòng một tuần. Album đưa tên tuổi Hồng Nhung lên vị trí cao trong nền tân nhạc Việt Nam. Nhạc sĩ Quốc Bảo anh nhận định: "Sự kiện đánh dấu bước ngoặt của Bống là album Chợt nghe em hát (10 tình khúc Lã Văn Cường – Trần Quang Lộc). Với nền hòa âm của Đức Trí, vượt ra các khuôn sáo trước giờ, Bống đã thể hiện được gần như toàn bộ công lực thâm hậu của mình".
Năm 1996, tiếp tục hợp tác cùng Đức Trí, Tam Ca Áo Trắng ra mắt album "Hát mừng giáng sinh", thành công vượt ngoài mong đợi với hơn 100.000 bản băng cassettte được tiêu thụ trở thành album giáng sinh được yêu thích nhất ở Việt Nam, tái bản liên tục cả trong nước (Viết Tân Studio phát hành) và hải ngoại (Trung tâm Mưa hồng phát hành). Gây ấn tượng mạnh với khán giả truyền hình trong đêm chung kết SV96 với ca khúc "Nhớ mùa thu Hà Nội" (Trịnh Công Sơn). Là đại diện duy nhất của Việt Nam được mời tham gia chương trình "Dream come true" do hãng truyền hình NHK – Nhật Bản tổ chức tại Tokyo – một chương trình dành cho các ngôi sao âm nhạc hàng đầu Châu Á, Hồng Nhung đã trình diễn  "Hạ trắng" của Trịnh Công Sơn. Năm 1996, Hồng Nhung tạo nên hiện tượng trên sân khấu biểu diễn Thành phố Hồ Chí Minh cùng ca khúc "Cho em một ngày" của Dương Thụ với bản phối của nhạc sĩ Nguyễn Hà cùng ghita Vĩnh Tâm.

### 1997–1999:Đoản khúc thu Hà NộivàHồng Nhung & những bài Topten
Năm 1997, Hồng Nhung tổ chức chuyến lưu diễn xuyên Việt đầu tiên mang tên Hồng Nhung và Bống bồng ơi với 9 đêm diễn tại Thành phố Hồ Chí Minh, Hà Nội và Đà Nẵng vào tháng 12 năm 1997). Ngày 21 tháng 7 cùng năm, cô ra mắt album phòng thu đầu tay Đoản khúc thu Hà Nội với phần hòa âm, phối khí của nhạc sĩ Bảo Chấn đã tạo được tiếng vang lớn về nghệ thuật và số lượng đĩa tiêu thụ, trở thành album Hà Nội kinh điển, đoạt giải thưởng "Đĩa hát vàng 97" và gắn thương hiệu Hồng Nhung với dòng nhạc viết về Hà Nội. Tháng 9 năm 1997 chương trình Làn Sóng Xanh ra đời, Hồng Nhung là ca sĩ có nhiều bài nhất lọt Topten LSX 97 với thứ hạng cao, Ca Khúc " Có Đôi Khi " sáng tác Lã Văn Cường đoạt giải Làn Sóng Xanh đầu tiến năm 1997. Ngoài ra  tiêu biểu là ca khúc "Đóa hoa vô thường" chiếm lĩnh hạng nhất trên bảng xếp hạng 4 tuần tháng 11 năm 1997. Video âm nhạc "Đóa hoa vô thường" của Hồng Nhung được phát hành trên truyền hình và băng đĩa tạo nên hiện tượng âm nhạc đặc biệt, ngoài phần âm nhạc xuất sắc thì điểm nhấn độc đáo là video âm nhạc được dàn dựng thành một câu chuyện có mở kết hoàn chỉnh, mang đậm dấu ấn văn hóa Phương Đông, đây là một bước tiến so với thời điểm bấy giờ. "Đóa hoa vô thường" được đánh giá một trong những video âm nhạc đỉnh cao của nhạc nhẹ Việt Nam.
Năm 1998, Hồng Nhung phát hành album phòng thu thứ hai, Hồng Nhung & những bài Topten, bao gồm 9 ca khúc lọt Bảng xếp hạng Topten Làn Sóng Xanh 97; tiếp tục hợp tác thành công với nhạc sĩ Đức Trí trong album phòng thu thứ ba, Bài hát ru cho anh, phát hành ngày 4 tháng 12 năm 1998. Album phác họa đầy đủ, sinh động nhất chân dung âm nhạc của Dương Thụ, nhạc sĩ đánh giá Hồng Nhung là người hát hay nhất và thành công nhất nhạc của ông. Cùng lúc đó ca khúc " Vườn Yêu ' sáng tác tác Nhạc sỹ  Lã Văn Cường do Đức Trí hoà âm phối khí đoạt Giải thưởng Làn Sóng Xanh 98. Cô cũng hợp tác cùng MC Lại Văn Sâm và VTV3 tổ chức chương trình Khách mời VTV3 – Bắt đầu từ hôm qua dành cho hơn 10 ngàn cho sinh viên tại Trường Đại học Y Hà Nội, chương trình truyền hình được khán giả yêu thích nhất năm 1998 của VTV3 với số thư yêu cầu nhiều nhất và số lần phát lại nhiều nhất.
Năm 1999, Hồng Nhung tổ chức thành công chuyến lưu diễn xuyên Việt lần thứ hai mang tên Bài hát ru 99 – Vì cuộc sống trẻ thơ với sự tham gia của đạo diễn sân khấu Phạm Hoàng Nam, nhạc sĩ hòa âm Đức Trí, ban nhạc Hy vọng và ca sĩ Bằng Kiều, chương trình đã tạo được tiếng vang lớn không chỉ về mặt nghệ thuật và cả về ý nghĩa nhân văn, Bài hát ru 99 gắn với Tuyên truyền và gây quỹ ủng hộ phòng chống sốt xuất huyết cho các em nhỏ, Hồng Nhung đã dành trọn 200 triệu tiền vé thu được để ủng hộ quỹ.

### 2000–2002:Ru tình,Cháu vẽ ông mặt trờivàNgày không mưa
Năm 2000, Hồng Nhung cho ra mắt album phòng thu thứ tư, Ru tình, với 10 tình khúc Trịnh Công Sơn, Bảo Chấn, Thanh Tùng, Phú Quang, Đức Trí do Đức Trí hòa âm, Hồng Nhung hát theo phong cách tự do, ngẫu hứng, thiên về kỹ thuật hát nói, bài hát "Một mình", do Thanh Tùng sáng tác, lần đầu tiên được Hồng Nhung thu âm. Với phần trình diễn đột phá về nghệ thuật trên sân khấu Duyên dáng Việt Nam 9 với ca khúc "Ru con giữa rừng đại ngàn" của Dương Thụ, Hồng Nhung chia sẻ: "Nhung rất thích ca khúc "Ru con giữa rừng đại ngàn".
Năm 2001, Hồng Nhung phát hành album phòng thu thứ năm, Cháu vẽ ông mặt trời, với 11 ca khúc, album thiếu nhi nhưng được êkip Hồng Nhung, Bảo Chấn, Dương Thụ thực hiện rất công phu, độc đáo, chuyên nghiệp, trở thành một dấu ấn đẹp trong sự nghiệp của Hồng Nhung. Cũng trong năm này, Hồng Nhung được mời hát chính cho bộ phim điện ảnh Người mỹ trầm lặng của đạo diễn Phillip Noyce và tham gia vai phụ ca sĩ phòng trà trong bộ phim, Hồng Nhung sang Anh thu âm phần nhạc phim cùng nhạc sĩ nổi tiếng thế giới Craig Armstrong với ca khúc "Thiên Thai" và "Nothing in this World" (với Craig Armstrong). Năm 2003, cô được Đề cử "Best Original Song Written Directly for a Film" cho giải World Soundtrack Award ở Bỉ cho ca khúc "Nothing in This World".
Hồng Nhung lần đầu tiên hợp tác cùng Quốc Trung và ban nhạc Phương Đông ra mắt album Ngày không mưa vào ngày 20 tháng 11 năm 2001. Hồng Nhung đoạt giải thưởng Ca sỹ được yêu thích nhất Làn Sóng Xanh 2002; ca khúc "Ngày không mưa" cũng đạt giải 10 ca khúc được yêu thích nhất của Làn sóng xanh 2002. Ngoài ra Hồng Nhung còn thắng lớn tại VTV – Bài hát tôi yêu ở hạng mục Ca sĩ được yêu thích nhất và giải Ca khúc được yêu thích nhất cho hai bài hát "Họa mi hót trong mưa" và "Ngày không mưa". Cũng trong năm 2002, Hồng Nhung là ca sĩ Việt Nam đầu tiên được mời tham dự Liên hoan âm nhạc Châu Á tổ chức thường niên ở Singapore cùng Trần Mạnh Tuấn với các ca khúc "Inh lả ơi", "Ngày không mưa", "Ru tình" và "Hồ trên núi".

### 2003–2010:Thuở Bống là người,Một ngày mới,Khu vườn yên tĩnhvàNhư cánh vạc bay
Năm 2003, Hồng Nhung trở thành ca sĩ tâm điểm của năm với giải thưởng Mai Vàng hạng mục Nữ ca sĩ được yêu thích nhất với ca khúc "Một ngày mới". Video âm nhạc "Một ngày mới" giữ vị trí dẫn đầu trên bảng xếp hạng chung cuộc VTV – Bài hát tôi yêu lần thứ 2 với giải Ca khúc được yêu thích nhất, năm thứ 7 liên tiếp đoạt giải Ca sĩ được yêu thích nhất của Làn Sóng Xanh và là một trong những giọng ca chính  thể hiện ca khúc "Vì một thế giới ngày mai", bài hát chính thức của Đại hội Thể thao Đông Nam Á 2003 tổ chức tại Hà Nội. Cùng năm đó, Hồng Nhung cho ra mắt album phòng thu thứ bảy (vol 7), Thuở Bống là người, gồm 11 ca khúc viết về thân phận con người, triết lý đời sống, tình yêu do chính nhạc sĩ Trịnh Công Sơn biên tập cùng Hồng Nhung trước khi ông qua đời. Cũng trong năm 2003, Hồng Nhung cùng nhạc sĩ Quốc Trung và Huy Tuấn ra mắt album phòng thu thứ tám, Một ngày mới, giới thiệu một hình ảnh mới trẻ trung, tràn đầy năng lượng của Hồng Nhung. Album được thực hiện trong khoảng thời gian 3 tháng, gây sốt với công chúng trẻ tuổi, hơn 10.000 bản CD đã được tiêu thụ trong tuần đầu tiên phát hành. Ngày 28 tháng 10 năm 2004, Hồng Nhung ra mắt album phòng thu thứ chín, Khu vườn yên tĩnh, một album chủ đề được lấy cảm hứng từ khu vườn tại ngôi nhà của Hồng Nhung ở Thành phố Hồ Chí Minh.
Năm 2006, Hồng Nhung lần đầu hợp tác cùng nhạc sĩ Hoài Sa với dự án nhạc Trịnh Công Sơn Như cánh vạc bay, bao gồm album phòng thu thứ mười cùng tên và hai đêm trình diễn của buổi hòa nhạc Như cánh vạc bay tại Nhà hát lớn TP. Hồ Chí Minh với 16 ca khúc của nhạc  sĩ Trịnh Công Sơn, được hòa âm, trình diễn theo phong cách mới mẻ. Hai bài hát "Ru em từng ngón xuân nồng" và "Tuổi đá buồn" nhanh chóng trở thành hai bản hit của Hồng Nhung trên các sân khấu lớn trong và ngoài nước. Hồng Nhung đoạt giải Sự nghiệp tỏa sáng của giải thưởng Ngôi sao Bạch Kim.
Năm 2007, cô ra mắt dự án song ca Hồng Nhung – Quang Dũng, Vì ta cần nhau (CD & live show) do nhạc sĩ Đức Trí sản xuất, hòa âm; CD Vì ta cần nhau là một trong mười album bán chạy nhất năm 2007 và live show Vì ta cần nhau được bình chọn là 1 trong 10 sự kiện văn hóa tiêu biểu năm 2007 của VTV3 và Báo Thể thao & Văn hóa. Cuối năm, Hồng Nhung nhận giải Ca sỹ được yêu thích nhất của 10 năm Làn Sóng Xanh và giải Nghệ sĩ ăn mặc lịch sự nhất năm 2007. Năm 2009, Hồng Nhung tiếp tục hợp tác cùng nhạc sĩ Hoài Sa ra mắt dự án song ca nhạc Trịnh Công Sơn cùng Quang Dũng chủ đề Có đâu bao giờ (CD&Live show) theo phong cách New Age.

### 2011–2020:Vòng tròn,Phố à, phố ơi và Tuổi thơ tôi

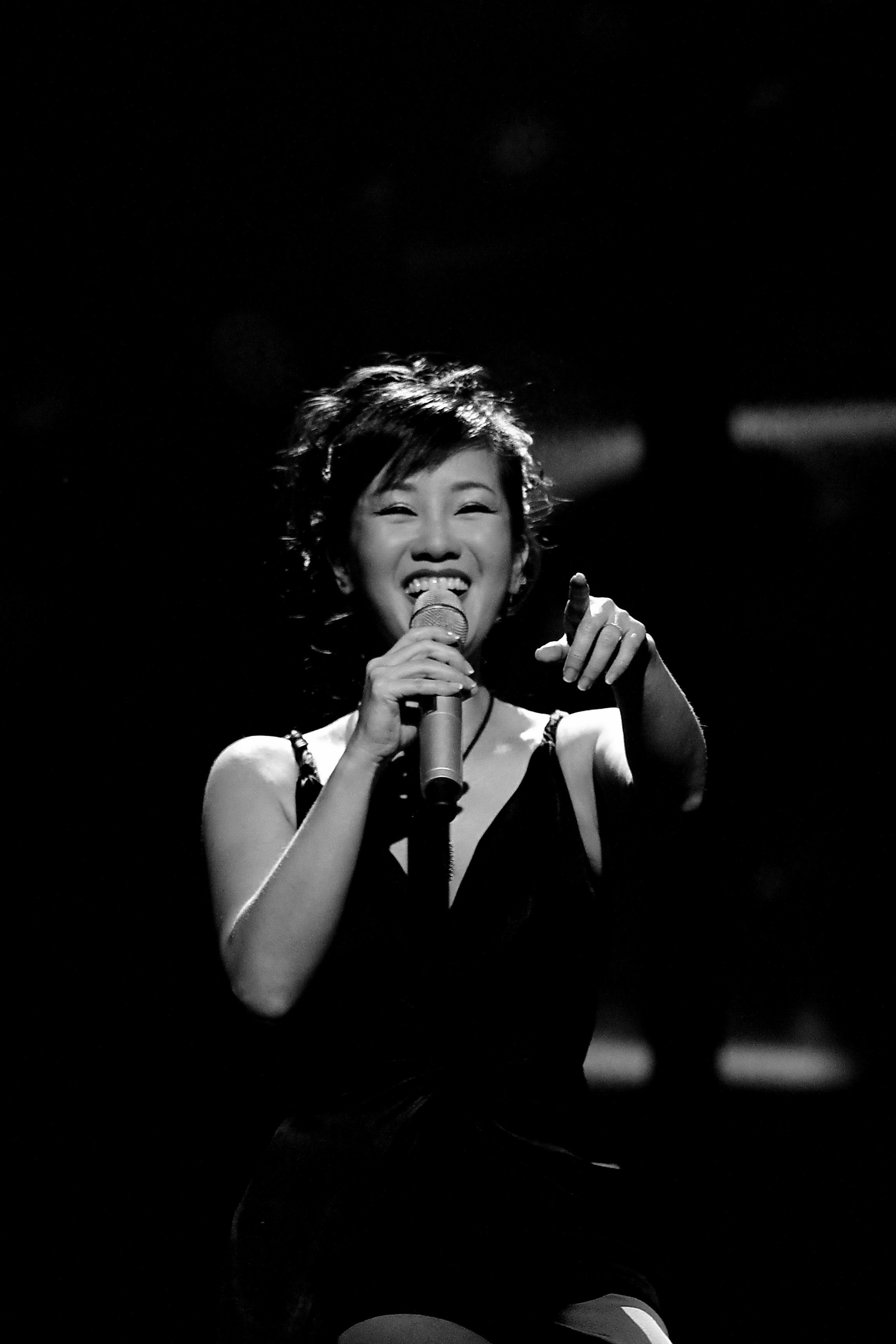
Hồng Nhung trong buổi trình diễn vào năm 2012.

Năm 2011, Hồng Nhung ra mắt album phòng thu thứ mười một, Vòng tròn, theo thể loại nhạc điện tử. Album được Hồng Nhung viết kịch bản văn học, Quốc Trung viết kịch bản âm nhạc, sau đó được các nhạc sĩ khác viết theo đơn đặt hàng. Với kỹ thuật thanh nhạc điêu luyện và kinh nghiệm biểu diễn, cô luôn được chọn làm người hướng dẫn cho các thí sinh trong các cuộc thi ca hát như Vietnam Idol, Giọng hát Việt. Năm 2011, cô là giám khảo cuộc thi Sáng bừng sức sống, một chương trình truyền hình thực tế tìm kiếm nhóm nhạc nữ Việt Nam. Năm 2013, Hồng Nhung đảm nhiệm vị trí một trong 4 huấn luyện viên (cùng Quốc Trung, Đàm Vĩnh Hưng và Mỹ Linh) của Giọng hát Việt mùa 2, dẫn dắt Vũ Cát Tường, Phạm Hà Linh, Âu Bảo Ngân, Hoàng Nhật Minh, Trương Thảo Nhi và Nguyễn Đức Tùng (nhóm OPlus).
Ngày 16 tháng 12 năm 2017, cô tổ chức buổi họp báo chính thức ra mắt album phòng thu thứ 11 có tựa đề Phố à, phố ơi... tại Thành phố Hồ Chí Minh. Trong buổi họp báo còn có sự góp mặt của Hoa hậu Hoàn vũ 2007 Riyo Mori và Vũ Cát Tường. Ngày 6 tháng 5 năm 2018, Hồng Nhung tham gia chương trình The Oriental Mood của Trần Mạnh Tuấn và Nguyên Lê tại nhà hát VOH Music One, Thành phố Hồ Chí Minh. Với vai trò là khách mời, cô đã biểu diễn ca khúc "Bèo dạt mây trôi". Ngày 26 tháng 5 năm 2018, nhân dịp sinh nhật lần thứ 50 của Quốc vương Frederik X, cô được mời dự tiệc tại cung điện Christiansborg, Copenhagen Đan Mạch. Ngày 20 tháng 6 năm 2018, sự kiện hưởng ứng Ngày hội âm nhạc diễn ra tại Hà Nội do Đại sứ Ý Cecilia Piccioni tổ chức. Trong sự kiện, cô đã thể hiện "Voi che sapete" (Mozart) và "Nhớ mùa thu Hà Nội"' (Trịnh Công Sơn) dưới phần đệm đàn của Đăng Quang.
Ngày 1 tháng 3 năm 2019, Hồng Nhung tham gia Chương trình Ánh dương mùa xuân để chào mừng nhà lãnh đạo Kim Jong-un do Nhà hát Ca múa nhạc Việt Nam thực hiện. Trong chương trình, cô đã song ca "Hạ trắng" cùng Quán quân Sao Mai 2017 dòng nhạc nhẹ Thu Thủy trong vào đúng dịp kỷ niệm 80 năm ngày sinh của nhạc sĩ Trịnh Công Sơn. Ngay sau đó, Tổng bí thư Nguyễn Phú Trọng yêu cầu thể hiện thêm một tác phẩm khác. Tháng 12/2020, Hồng Nhung ra mắt album phòng thu thứ mười ba, Tuổi thơ tôi gồm 10 ca khúc đã trở nên quen thuộc với nhiều thế hệ khán giả như "Hạt gạo làng ta"; "Đi học" được nhạc sĩ Hồng Kiên phối khí.

### 2021–nay:Bống là ai?vàĐài phát thanh công cộng
Tháng 3 năm 2023, Hồng Nhung ra mắt đĩa than đầu tiên trong sự nghiệp mang tên Bống là ai? với 8 ca khúc Trịnh Công Sơn được hát trên nền nhạc jazz, với âm hưởng Pháp (cũng là ý nguyện của nhạc sĩ, vốn chịu ảnh hưởng nhiều từ văn hoá, triết học và nghệ thuật Pháp). Sau gần một năm chuẩn bị, Hồng Nhung đã cùng nhạc sĩ người Pháp Jean-Sébastien Simonoviez (giám đốc âm nhạc) và các nhạc sĩ Nguyễn Lê, Quyền Thiện Đắc, Joel Allouche, Dominique Di Piazza, Clara Simonoviez, Matteo Fontaine, Gerard De Haro, Mark Levinson thu thanh tại Pháp. Album được phát hành giới hạn.
Ngày 11-12/3/2023, Hồng Nhung tổ chức Live CONCERTS TRỊNH CÔNG SƠN – HỒNG NHUNG BỐNG LÀ AI? tại Nhà hát lớn Hà Nội quy tụ các nhạc sĩ quốc tế và Việt Nam, âm nhạc theo phong cách jazz – pop.
Tháng 4/2023: Triển lãm ảnh Giọt Nước Rơi Trên Kính tại Ngôi Nhà Đức (TP. HCM), do Leica Vietnam Nguyễn Gia Phong tổ chức – trưng bày hình ảnh nhạc sĩ Trịnh Công Sơn – Hồng Nhung by Dương Minh Long và những khoảnh khắc thăng hoa tại Live concerts BỐNG LÀ AI on stage & behind the scenes. Tháng 1/2024: Hãng đĩa Thời đại phát hành Đài phát thanh công cộng (Hồng Nhung hát nhạc Nguyễn Duy Hùng) với 6 ca khúc viết về Hà Nội.

## Đời tư
Họ hàng bên ngoại của Hồng Nhung là hậu duệ của vua Minh Mạng. Trong tác phẩm truyện ký "Về nơi cội nguồn", tác giả Đới Xuân Việt cho biết rằng vương tử thứ 15 của vua Minh Mạng là Nguyễn Phúc Miên Vũ (được phong tước Lạc Hóa quận công) sinh ra Kỳ Ngoại hầu – Nguyễn Phúc Hường Chước. Ông cố ngoại của Hồng Nhung là Nguyễn Phúc Ưng Dinh là con trai thứ 2 của Nguyễn Phúc Hường Chước, làm quan đến chức Hiệp tá Đại học sĩ. Ngoài ra, Nhung là cháu họ của ca sĩ Bằng Kiều (do ông nội của cô và bố của Bằng Kiều là anh em ruột). Sau khi bố mẹ Nhung ly hôn, cô có thêm người 'mẹ kế' và thường gọi bà là dì Mai. Thời tuổi thơ, Hồng Nhung thường được nhận xét là giống bà Mai ở "dáng người trông nhỏ bé mà giọng nói sang".
Hồng Nhung có mối quan hệ thân thiết với ca sĩ Thanh Lam từ thời thơ ấu, họ từng sinh hoạt chung trong Cung Văn hóa Thiếu nhi Hà Nội. Sau khi Nhung chuyển vào sống tại Thành phố Hồ Chí Minh thì họ không giữ được tình bạn, có lý do cho rằng sau khi Lam và Quốc Trung ly hôn, do Nhung cộng tác cùng Trung trong album Ngày không mưa. Trong bài phỏng vấn năm 2016 với Dân trí, cô đã chia sẻ: "Và chúng tôi bắt đầu tìm thấy những điểm mà có thể thông cảm, dung hợp với nhau được" ngầm khẳng định giữa họ đã hàn gắn. Hồng Nhung còn thân thiết với Hà Kiều Anh, Mỹ Linh, Quang Linh, Quang Dũng và Đoan Trang. Ngoài ra, nhạc sĩ Trần Tiến từng tặng ca khúc "Cô bé vô tư" cho Nhung và họ nhận nhau là bố con nuôi.
Năm 21 tuổi, sau khi vào thành phố Hồ Chí Minh lập nghiệp, Hồng Nhung gặp Trịnh Công Sơn và cô có mối tình với ông. Sau đó, mối quan hệ này đã tan vỡ. Tuy nhiên, theo dịch giả Bửu Ý, Trịnh Công Sơn lại không coi Nhung là người tình.
Hồng Nhung kết hôn đầu tiên với một kỹ sư đèn, cuộc hôn nhân của họ kéo dài trong 2 năm. Tháng 7 năm 2011, Hồng Nhung tiếp tục kết hôn với một doanh nhân mang quốc tịch Mỹ tên Kevin Gilmore, anh có một trụ sở kinh doanh ở Mỹ và Hồng Kông. Trước đó, cả hai đã tổ chức lễ đính hôn vào cuối tháng 6 năm 2007 tại Vũng Tàu. Năm 2012, cô sinh đôi một trai, một gái vào dịp lễ Phục sinh tức ngày 8 tháng 4 tại Mỹ. Hai con của cô có tên là Aiden và Lea, tên thường gọi là Tôm và Tép. Tháng 6 năm 2018, Hồng Nhung xác nhận đã ly hôn với Gilmore, ngay trong thời điểm đó anh cũng đã có mối quan hệ với doanh nhân Thiri Thant Mon người Myanmar. Năm 2022, Hồng Nhung hẹn hò với kiến trúc sư người Đức Gerhard Heusch. Hiện tại, 2 người con của cô đang du học ở Pháp và Nhung cũng sở hữu một số bất động sản tại Mỹ, Pháp và Việt Nam.
Vào tháng 1 năm 2025, Hồng Nhung thông báo trên trang Facebook cá nhân rằng cô đang điều trị căn bệnh ung thư vú và hiện đã trải qua ca phẫu thuật đầu tiên tại Singapore. Cô phát hiện ra mình bị bệnh trước khi thực hiện buổi biểu diễn Hát về Hà Nội vào cuối năm 2024. Tháng 3 năm 2025, Hồng Nhung công khai di chúc của mình.

## Phong cách nghệ thuật

#### Phong cách âm nhạc
Phong cách của Hồng Nhung được thể hiện nhẹ nhàng, tinh tế với cốt cách của người Hà Nội. Câu hát được xử lí chau chuốt, tinh tế qua giọng hát nội lực, âm lượng lớn và giàu kỹ thuật. Chính nhờ sự "thông minh, tinh tế, giỏi ngôn ngữ" nên cô có thể "hiểu sâu sắc được ca từ nhạc Trịnh cùng nhiều tầng nghĩa ẩn giấu sâu thẳm để truyền đạt tới khán giả". Đặc biệt, Nhung thường thể hiện rất thành công các ca khúc mang chủ đề về thủ đô Hà Nội và cô truyền tải phong cách đó vào trong các tác phẩm nổi tiếng của mình như "Nhớ về Hà Nội", "Nhớ mùa thu Hà Nội", "Em ơi Hà Nội phố", "Có phải em mùa thu Hà Nội", "Hướng về Hà Nội", "Ngẫu hứng sông Hồng", "Hoa sữa", "Hà Nội ơi..! thầm hát trong tôi"...

#### Giọng hát
- Loại giọng: Lirico mezzo-soprano (nữ trung trữ tình).
- Quãng giọng: D3 ~ G5 ~ C#6 (2 quãng tám 5 nốt và 1 bán âm)
- Consist range: F3/F#3 ~ G#4 ~ D5/Eb5
- Quãng trầm: D3 – A3
- Quãng belt giọng pha: G4 – G5
- Quãng giọng óc: A4 – C#6
- Longest note (note dài nhất): 20 giây.

Qua âm nhạc, Hồng Nhung đã truyền được nguồn cảm hứng và tư duy âm nhạc lớn đến những thế hệ ca sĩ sau này như Mỹ Tâm, Tùng Dương, Hà Anh Tuấn, Noo Phước Thịnh, Uyên Linh, Vũ Cát Tường, Phạm Hà Linh, Phạm Thu Hà.

#### Âm nhạc Trịnh Công Sơn
Cuộc gặp gỡ giữa Trịnh Công Sơn và Hồng Nhung được xem là định mệnh. Điều này đã mở ra cho làng nhạc Việt một hơi thở mới. Hồng Nhung là người đã mang dương tính vào nhạc Trịnh. "Lặng lẽ nơi này" là ca khúc đánh dấu lịch sử khi lần đầu tiên Hồng Nhung hát nhạc của ông. Có thể nói cô là người hát nhạc của vị nhạc sĩ tài hoa này nhiều nhất trong thập niên 90 và 2000.
Khi còn trên "cõi tạm", Trịnh Công Sơn khẳng định: "Hồng Nhung là một người quá gần gũi không biết phải gọi là ai. Hồng Nhung làm mới lại những ca khúc của tôi. Có người thích, có người không thích. Tuy nhiên tôi thích vì đó là cách biểu hiện mới phù hợp với tiết tấu của thời đại – một sự lãng mạn mới. Nó giúp mình có được chỗ ngồi trong hiện tại chứ không phải kẻ nhắc tuồng từ quá khứ".
Nhạc sĩ Trịnh Công Sơn viết tặng Hồng Nhung 3 ca khúc: "Bống bồng ơi" (1993), "Bống không là Bống" (1994), "Thuở Bống là người" (1997).
- Album nhạc Trịnh Công Sơn – Hồng Nhung đã phát hành:
  - Album đầu tiên Bống bồng ơi (1993) với 11 ca khúc do Bảo Phúc biên tập & hoà âm. Tái bản 2006 với tên Em hãy ngủ đi (10 ca khúc)
  - Album Níu tay nghìn trùng (10 tình khúc Trịnh Công Sơn do Trung băng nhạc Mưa hồng phát hành)
  - Album Thuở Bống là người (2003) với 11 ca khúc do Trịnh Công Sơn & Hồng Nhung biên tập; Bảo Phúc & Trần Mạnh Tuấn hoà âm (Album bắt đầu thực hiện từ năm 2000).
  - Album Như cánh vạc bay (2006) với 9 ca khúc do Hoài Sa hoà âm.
  - Album Có đâu bao giờ (2009) với 10 ca khúc (song ca cùng Quang Dũng) do Hoài Sa hoà âm.
- Live show nhạc Trịnh – Hồng Nhung đã thực hiện:
  - 2003: Liveshow Thuở Bống là người
  - 2006: Liveshow Như cánh vạc bay
  - 2009: Liveshow Có đâu bao giờ (cùng Quang Dũng)
  - 2023: Liveshow Bống là ai?

## Nhận xét
"Cho đến hiện tại, làng nhạc Việt chỉ có bốn nữ ca sĩ được công nhận diva là Thanh Lam, Hồng Nhung, Mỹ Linh, Trần Thu Hà. Họ đều là những giọng ca xuất sắc của nền âm nhạc Việt Nam đương đại và được xem như những người định hình cho cả một nền nhạc nhẹ nước nhà từ những năm 90 đến nay."— Báo Việt Nam mới

"Sau Khánh Ly, tôi may mắn tìm được Hồng Nhung, với ca khúc của tôi, Nhung có nhiều sự đồng cảm" hay "Nhung đã thổi luồng gió mới vào các ca khúc của tôi, Nhung đã có cách xử lý riêng, rất nghệ sĩ."— Nhạc sĩ Trịnh Công Sơn

"Tôi thích nghe Hồng Nhung hát trong phòng thu và những lúc Nhung hát giản dị, mộc mạc, tức là không diễn, không làm màu. Chỉ lúc đó, tôi mới lại được thấy một cô Bống tuy chín chắn hơn, già dặn hơn nhưng vẫn đúng là Bống" hay "Hồng Nhung hát nhạc của tôi hay nhất. Bống hát nhiều khi vì cảm xúc nhiều quá mà quên mất cả kỹ thuật. Dĩ nhiên, lúc nào cần có kỹ thuật thì Bống sẽ có ngay, một người lâu năm như vậy thì không có gì để bàn về kỹ thuật thanh nhạc cả" hay "Mỗi lần trong phòng thu, nghe Hồng Nhung hát ông lại lặng đi vì xúc động. Nghe cô ấy hát bài của mình, tôi có cảm giác cô ấy chính là tác giả" hay "...Với riêng tôi, Nhung vẫn là người hát hay nhất những gì tôi viết."— Nhạc sĩ Dương Thụ

"Không bao giờ tôi quên được hôm ấy: đúng 12h, còi tan tầm hú khi Hồng Nhung đang hát đến cao trào Diều ơi cho em bay... Ai khác thì coi như xong rồi. Vậy mà cô bé vẫn hát. Đến khoảng một phút sau tiếng còi dịu xuống thì tiếng hát của Hồng Nhung như toát ra từ chính cái tiếng còi ấy, và vẫn căng cái nốt ấy!
Tiếng vỗ tay bis bis thật nồng hậu mà toàn là người trong nghề cả. Lúc về đoàn, tôi chỉ lo mỗi một việc: Hồng Nhung sinh 1970, 15 tuổi, ai cho cô bé HCV bởi đây là cuộc thi chuyên nghiệp. Thế mà Hồng Nhung vẫn cứ được HCV bởi vì hát ghê gớm quá."— Nhạc sĩ Nguyễn Cường

"Tôi không có ca sĩ riêng cho mình. Mỗi ca sĩ lại hát hay nhất một số bài của tôi. Tôi chưa thấy ai hát "Nỗi buồn", "Về lại phố xưa" hay hơn cô Hồng Nhung..." hay "Tôi đánh giá cao Hồng Nhung về sự nghiêm túc. "Em ơi Hà Nội phố" cô ấy hát mãi rồi, nhưng trước mỗi buổi biểu diễn đều đòi tập lại. Ứng xử trên sân khấu, Nhung vẫn luôn giỏi trong phản xạ" hay "Hát như Hồng Nhung, Hà Trần là hiếm, ca sĩ đa số hát bản năng" hay "Tôi không biết phải khen Hồng Nhung như thế nào, nhưng quả thật, một số bài của tôi, cô ấy hát không có đối thủ."— Nhạc sĩ Phú Quang

"Nhạc của tôi nhiều người hát được đó chứ. Trước đây có Ngọc Bích và sau này là Thanh Lam, Hồng Nhung. Trong thời gian gần đây, tôi đang cố xây dựng một thế hệ ca sĩ kế tục họ."— Nhạc sĩ Thanh Tùng

"Tôi hơi tham, kết tới 4 giọng ca: Thanh Lam, Mỹ Linh, Hồng Nhung và Bằng Kiều. Họ giải mã được bài hát, vì vậy thể hiện chúng hết sức truyền cảm, đạt đến sự điêu luyện, chứ không chỉ đơn thuần là phô diễn kỹ thuật. 3 nữ ca sĩ trên còn tiến đến mức hát như chơi, hát như nói, những rung động từ tác phẩm trực tiếp đến thẳng người nghe qua cách luyến láy, xử lý ca từ. Một sự rèn luyện công phu mới đủ sức đạt đến đỉnh cao như thế".— Nhạc sĩ Bảo Chấn

"Đứng riêng, ngồi lặng, và làm việc hiệu quả. Đáng phục thay! Hồng Nhung là một hiện tượng lạ trong làng nhạc Việt. Lạ cả từ cách sống. Và đáng quý."— Nhạc sĩ Quốc Bảo

"Biết bao năm rồi cô Thanh Lam, Hồng Nhung, Mỹ Linh, Trần Thu Hà.. các cô có phải đi làm cuống quýt lên những cái điều mà các ca sĩ thị trường bây giờ làm. Các cô vẫn là các cô ý.
Khi mà họ có lõi, là những người có bản lĩnh, được đào tạo và họ là những tài năng thật sự thì họ bình thản lắm. Họ không bảo giờ phải cuống quýt lên cả."— Nhạc sĩ Lê Minh Sơn

"Giải thưởng này nên đổi lại tên, một cái tên thuần Việt, riêng của người Việt. Mọi người đang lạm dụng danh hiệu Diva. Đành rằng đồng ý khi công chúng công nhận những cái tên Hồng Nhung, Thanh Lam, Mỹ Linh, Hà Trần là Diva nhạc Việt, bởi họ có thời gian cống hiến dài lâu cùng với tài năng thực sự. Nhưng từng ấy người có lẽ là quá đủ. Diva có ý nghĩa lớn hơn, cao quý hơn sự tôn vinh mà mọi người muốn dành cho ca sĩ Việt Nam. Tôn vinh họ với danh từ ngôi sao, tôi nghĩ có lẽ hợp lý và dễ chấp nhận hơn".— Nhạc sĩ Đỗ Bảo

"It is a score I am most proud of. For the song, ‘Nothing in this World’ (A song for Phoung),’ I wrote the music and co-wrote the lyrics with a famous Vietnamese singer Nhung Hong."— Nhạc sĩ Craig Armstrong

"...Vào đầu những năm 1990 tôi gặp Trịnh Công Sơn, ông ấy nói tương lai nhạc Việt là giọng của Hồng Nhung, Thanh Lam."— Giám đốc nghệ thuật Philippe Bouler

"Above this textured backdrop levitates the voice of Vietnamese-born Hong Nhung, part opera, part other-world, heard to spectacular effect in the feisty Saigon 1952. The soundtrack culminates with her modern rock vocal, "Nothing In This World", making the connection between French Vietnam and the present day complete..."— Morag Reavley (BBC)

"Armstrong's most striking musical device is the use of Vietnamese vocalist Hong Nhung on many of the cues - her beautiful (mostly wordless) intonations adding a lot to the score."— James Southall (Movie Wave)

"Giọng cao, vang và ấm,... thật tình cảm, tròn vành rõ chữ, một thứ giọng đặc Hà Nội, sang trọng, luyến láy tinh tế, biểu cảm mà không cần cố gắng nào, nếu không phải là người Hà Nội gốc...Người nghe đã cảm thấu được rằng có đến mấy bài hát nổi tiếng nhất về Hà Nội đã 'đóng đinh' vào giọng hát Hồng Nhung, mà dường như chỉ Hồng Nhung mới có thể hát hết nghĩa của ca từ đến tận đáy âm thanh của tiếng Việt Hà Nội".— PGS Tiến sĩ Nguyễn Thị Minh Thái, từ tác phẩm Mặt người mặt hoa, Nhà xuất bản Văn hóa – Nghệ thuật năm 2012

"Một nhà nghiên cứu âm nhạc đã nói: "Mọi sự đều phải sợ thời gian, nhưng thời gian lại sợ kim tự tháp, và kim tự tháp lại sợ Hồng Nhung".
Nói về Hồng Nhung mà không nói về giọng hát, thì chả khác nào kể về voi mà không miêu tả đôi ngà, kể về tê giác mà không viết về sừng tê.
Hồng Nhung có một giọng hát trong vắt và cao. Trong đến nỗi khi nàng hát về Hà Nội, nhiều kẻ chắc mẩm phố xá ở đó xây toàn bằng pha lê; khi nàng hát về trái tim trong Nhà hát Lớn, tự nhiên khán giả thấy da thịt mình như bằng thủy tinh, và nhìn thấy rõ những trái tim đang nhảy múa. Còn giọng nàng cao tới mức nhiều đêm diễn, nó xuyên thủng trần nhà.
Thường, càng lâu năm, chất giọng càng khó điều khiển, nhưng Hồng Nhung không thế. Nàng làm chủ giọng mình một cách kinh ngạc, bước lên sân khấu cứ như phù thủy bước vào hang, biến ai thành chuột cũng được, thành mèo cũng được và thành sư tử cũng được nốt. Hồng Nhung ngồi xuống, Hồng Nhung đứng lên, Hồng Nhung quơ tay, Hồng Nhung ho và quệt má đều có chủ ý, đều được nghiên cứu từ ngàn năm trước và đều làm khán giả chết lặng đi vì bất ngờ".— Nhà báo Lê Hoàng

"Chuyện Hồng Nhung không còn răng khểnh không làm giảm tình yêu của tôi với cô ấy. Đặc biệt đó lại là người Trịnh Công Sơn đã chọn để hát ca khúc của ông. Tôi tin ông ấy không bao giờ chọn lầm. Quả thật, nàng rất xứng đáng."
"Tiếng hát Hồng Nhung được ông yêu thích là chuyện tự nhiên. Hồng Nhung hát hay và cô còn cả tuổi trẻ trước mặt. Ông Trịnh chọn Hồng Nhung là đúng... Mong Hồng Nhung luôn nhớ tới ông và tiếp tục hát nhạc của ông Trịnh".— Danh ca Khánh Ly

"Tôi không chê trách nhạc trẻ bây giờ. Đã có rất nhiều nhạc sĩ, ca sĩ trẻ khá thành công. Bản thân tôi cũng ngưỡng mộ một vài giọng hát như Thanh Lam, Hồng Nhung, Mỹ Linh và gần đây có Mỹ Tâm. Các bạn trẻ không mặn mà lắm với dòng nhạc truyền thống có lẽ vì họ còn non về kỹ thuật, không dám dấn thân vào. Với nhạc trẻ sẽ dễ dàng bước đi hơn."— NSƯT Quang Lý

"Hồng Nhung – một người bạn quý và cũng là ca sĩ mà tôi rất ngưỡng mộ - điều này làm tôi rất phấn khích. Trong cuộc đời tôi chưa bao giờ nghĩ mình sẽ song ca cùng ca sĩ Hồng Nhung."— NSƯT Thành Lộc

"Tôi thấy ca nhạc trong nước phát triển quá chừng. Tôi rất mê không khí âm nhạc ở quê hương, nó nhộn nhịp và đa dạng làm sao! Các ca sĩ ở đây đều có phong cách riêng và giỏi hơn thời của chúng tôi ngày xưa. Tôi thích Thanh Lam, Hồng Nhung, Trần Thu Hà".— Ca sĩ Elvis Phương

"Tôi còn nhớ lần gặp đầu tiên là trong chương trình Giọng hát hay chuyên nghiệp toàn quốc năm 1991, chị Bống mặc váy trắng, đeo cái nơ trắng rất to trên đầu. Chị hát bài "Tìm em trên bờ cát", giọng hát rất hào sảng, bay bổng, cao, phong thái sang trọng."
"Sau này tôi tránh làm album nhạc Trịnh. Tôi nghĩ mình không thể hát hay hơn Khánh Ly hay có thể hát hay hơn chị Bống được." hay
"Âm nhạc Trịnh cần được vang lên dung dị nhưng cũng rất cần cả sự tươi mới nữa. Cách đây 20 năm chị Bống đã làm được điều ấy. Tôi nghĩ giờ đây khó có ai có thể vượt qua chị ấy ở nhạc Trịnh."
"Gần 20 năm trước tôi ngồi ở dưới thềm nhà như thế này cùng với nhiều anh em khác trong đó có cả Trần Thu Hà nữa, rồi Bằng Kiều, rồi nhiều người ngồi dưới để xem cái cuộc thi mà đến tận bây giờ tôi vẫn rất nhiều cảm xúc khi nghĩ đến nó. Đó là Cuộc thi đơn ca nhạc nhẹ toàn quốc, những giọng ca tuyệt vời nhất từ thời đó, chị Mỹ Hạnh, chị Thanh Lam, chị Hồng Nhung và tôi ngồi dưới uống từng lời của các chị, nghe từng lời các chị nói, xem các chị biểu diễn, xem các chị ăn mặc phục sức đẹp và mơ ước...".— Ca sĩ Mỹ Linh

"Chị Nhung nói đã vang rồi, chưa cần hát."
"Lúc nhỏ, Mỹ Linh, Thanh Lam, Hồng Nhung với tôi như một tấm gương để học ấy."
"Linh có thiên hướng hát lúc nào cũng tròn trịa, lên sân khấu cách trình diễn vừa phải, nhả chữ đẹp, tròn vành rõ chữ. Chị Lam có vẻ là người hơi bất ổn, thất thường nhưng là giọng hát đặc biệt. Khi chị ấy kiềm chế được tình cảm bồng bột hát rất hay. Chị Lam thường hát bốc quá không kìm chế được. Chị Hồng Nhung giỏi trong chuyện luôn làm mới hình ảnh. Tức là nếu Mỹ Linh hướng đến sự tròn trịa về hát, Hồng Nhung hướng đến hình ảnh hoàn hảo, lên sân khấu luôn phải đẹp, nói chuyện duyên dáng, vừa phải. Chị Nhung là người giỏi, làm nghề lâu năm nhưng mỗi lần xuất hiện vẫn gây được sức hút lớn với người xem."

— Ca sĩ Trần Thu Hà
"Tôi không mơ tới chữ diva. Các đàn chị "gừng càng già càng cay", họ có sức bền, có con đường nghệ thuật dài. Mình chỉ có thể "đua" với họ bằng sức trẻ, mới hơn thôi, chứ để so sánh với đàn chị là điều hơi khó. ''
"Thanh Lam, bao nhiêu cú shock, bao nhiêu trắc trở, chị vẫn tồn tại và hát, lực và lửa hát vẫn mạnh mẽ, ngùn ngụt nhất, vẫn là số 1. Hồng Nhung, lúc nào cũng tìm ra những ý tưởng lạ, như Khu vườn yên tĩnh khác hẳn âm nhạc của chị trước kia. Đối với một ngôi sao chín chắn, điều lạ, điều mới rất là quan trọng, chứng tỏ vị thế riêng của họ. Mỹ Linh, hát vẫn còn 'kinh khủng' lắm, chỉ có điều dòng nhạc mà Linh theo đuổi hơi khó nghe đối với thị trường. Phương Thanh trân trọng tài năng của họ. Họ đã đi quá lâu mà vẫn còn đứng vững - điều không phải ai cũng làm được."— Ca sĩ Phương Thanh

"Chị Hồng Nhung - một trong số những diva hàng đầu của Việt Nam. Chúng ta có thể thấy được một sự chuẩn mực về kỹ thuật, giọng hát và cá tính âm nhạc rất riêng của chị" hay

"Tôi nghĩ rằng điều gì cũng có cái hay. Ví dụ như bây giờ, MV tôi có nhiều hay ít lượt xem thì đẳng cấp, vị trí của tôi vẫn vậy. Đó là lý do tôi không bao giờ dám nói mình vượt qua chị Thanh Lam hay chị Hồng Nhung bởi đẳng cấp là mãi mãi, nó được xác định trong lòng khán giả và bề dày sự nghiệp chứ không nằm ở vài bản hit."— Ca sĩ Thu Minh

"Lúc đó, Sài Gòn đang đón những con sóng dữ từ Hà Nội vào, ban đầu là Hồng Nhung sau là Thanh Lam, Hà Trần và Mỹ Linh."— Ca sĩ Đàm Vĩnh Hưng

"So với Thanh Lam, Mỹ Linh và Hà Trần thì Hồng Nhung là người tôi nghe nhạc từ thuở bé. Tôi nghe Hồng Nhung hát trên radio nhiều như ca khúc "Nhớ về Hà Nội", "Lời của gió"... Đó là một trong những ca sĩ, ngày bé tôi rất thích và thường đứng trước gương tập hát giọng giống hệt chị".
"Chị Bống là một trong những nghệ sĩ kết hợp rất hài hòa cả hai yếu tố nghe và nhìn trong âm nhạc. Vì vậy mà khi Hồng Nhung bước ra sân khấu, khán giả đều được mãn nhãn và mãn nhĩ, có cái để xem... để thưởng thức."
"Tôi luôn thấy hạnh phúc và vinh dự khi đứng chung sân khấu với 4 người phụ nữ này. Họ nhỏ bé nhưng có nội lực thật mạnh mẽ... Tôi luôn dành sự ngưỡng mộ cho cả sự nghiệp của họ. Họ trở thành diva trong sự ghi nhận của giới chuyên môn hay trong lòng khán giả cũng bởi vì tố chất khác biệt trời cho - tiếng hát chạm tới trái tim của mọi người, không màu mè, không chiêu trò và họ luôn hiểu rõ sự giá trị, cốt lõi của sự sáng tạo mà không thỏa hiệp.
Không phải ai cũng có thể ngự trị mãi ở đỉnh cao của mình nhưng những gì họ và ekip của họ đã cống hiến thì là xứng đáng với 2 chữ trân trọng. Và bản thân họ, danh vị diva cũng chẳng còn quan trọng nữa. Điều quan trọng nhất họ luôn chính là họ - hình ảnh, tiếng hát của họ luôn truyền cảm hứng cho các lớp đàn em và không bao giờ đặt nhầm chỗ lòng kiêu hãnh vốn có của một người nghệ sĩ, họ học hỏi nhưng không copy."— Ca sĩ Tùng Dương, 

"Khi ấy tôi còn bé, chưa bao giờ ra Hà Nội, nhưng lúc nghe bài hát tự nhiên thấy yêu Hà Nội quá. Nói hơi văn chương thì Hồng Nhung đã đem cả Hà Nội vào trong giọng hát, thể hiện đúng chất Hà Nội gốc, nhẹ nhàng sang trọng, sâu sắc tinh tế. Điều đấy không phải ai cũng làm được. Tôi đã bị chinh phục
Cũng có thể lý giải, vì quá yêu cách hát của Hồng Nhung nên tôi có chịu ảnh hưởng. Nhưng không hẳn ảnh hưởng là giống y hệt, mà tôi chỉ học từ chị cách trân trọng tiếng Việt để phát âm tròn vành rõ chữ, và cách trân trọng nâng niu một ca khúc. Nói là ảnh hưởng về tư duy âm nhạc thì đúng hơn
Hồng Nhung là một người đàn bà đẹp, đẹp thực sự, về cả cuộc sống, giọng hát và phong cách!".— Ca sĩ Hà Anh Tuấn

"Tôi thừa hiểu tất cả danh xưng chẳng bao giờ tự mình nói ra mà có được. Là nữ ca sĩ, không ai không mơ được thành danh như các chị Thanh Lam, Hồng Nhung, Mỹ Linh, Trần Thu Hà. Từ bé, tôi đã thần tượng họ và chưa bao giờ thôi ngưỡng mộ, học hỏi cũng như phấn đấu theo gương các đàn chị. Đối với tôi, danh hiệu đó là vương miện của nghề hát".— Ca sĩ Hiền Thục

"Tôi không tin vào chuyện lăng xê. Ai có tài thì sẽ nổi lên thôi. Tại thị trường âm nhạc Việt Nam hiện nay, có quá nhiều ca sĩ nhưng nhìn lại những ca sĩ đàn chị như Hồng Nhung, Mỹ Linh, Thanh Lam... vẫn đứng ở vị trí hàng đầu".— Ca sĩ Thanh Bùi

"...Rất ngưỡng mộ bác. Một trong những điều học được ở chị là cuộc sống không quan trọng bạn có bao nhiêu tiền bằng việc bạn biết thế nào là sống".— Ca sĩ Đoan Trang

"Em không dám so sánh mình với 3 giọng ca diva (Lam, Nhung, Linh), điều đó là quá sức tưởng tượng vì các chị đã có những chỗ đứng vững chắc trong lòng công chúng. Còn em, chặng đường để đến đích còn rất dài và đang ở phía trước." hay "...ở Việt Nam chỉ có 4 diva là chị Hà Trần, chị Thanh Lam, chị Hồng Nhung và chị Mỹ Linh và chúng ta không thể phủ nhận những công sức, xu hướng âm nhạc mà các chị đã mang đến cho khán giả. Và như nhiều người khác, Thảo yêu cả bốn người, và Thảo nghĩ rằng khi mình yêu một người thì có thể giống họ ở một khía cạnh nào đấy."— Ca sĩ Nguyên Thảo

"Nếu ai cũng muốn kiếm tiền thì ai sẽ viết nhạc nhẹ, ai cũng thích nổi tiếng thì ai sẽ làm nghệ thuật. Mọi người có bao giờ thắc mắc về việc tại sao Thanh Lam, Hồng Nhung, Mỹ Linh, Hà Trần vẫn là gương mặt cho những chương trình mang tính nghệ thuật cao? Đơn giản vì lớp kế cận của họ đã đi hát giải trí hết rồi!"
"Nếu một nền âm nhạc ai cũng được gọi là diva hoặc không có ai là diva cả thì đó mới là điều đáng ngại.
Chính những giá trị đó định hướng cho chúng ta về một đẳng cấp thưởng thức. Ngay từ bé Quyên đã nghe nhạc của các cô diva và cho đến bây giờ đó vẫn là những giá trị không suy suyển và không bị ảnh hưởng bởi thời thế. Một ca sỹ hát nhạc đại chúng và cao cấp thì vẫn là đẳng cấp."— Ca sĩ Hoàng Quyên

"Hồng Nhung là một ca sĩ rất cầu toàn, rất năng động, nhanh nhạy, hòa đồng, vui vẻ" hay "Thần tượng của tôi là Hồng Nhung".— Ca sĩ Quang Linh

"Thỉnh thoảng Hồng Nhung có những phá cách, sáng tạo trong cách ăn mặc, trong chọn bài hát như khi cô hòa chất giọng mượt mà của mình vào những vũ điệu sôi động và nhạc điện tử mạnh mẽ, hiện đại để cống hiến cho khán giả những cảm xúc mới. Nhưng rồi cuối cùng, "Bống vẫn là Bống", Hồng Nhung vẫn là một cô gái Hà Nội tinh tế, học thức, một giọng ca đậm chất Hà Nội đầy quyến rũ và bí ẩn không tuổi."— Nhiếp ảnh gia Nguyễn Á

"Nhìn cách chị nói chuyện với khán giả, cách chị hát say sưa mỗi ca khúc mới thấy tinh thần của một người nghệ sĩ lớn nó khác hẳn với những ca sĩ trẻ bây giờ...
Để trở thành một ca sĩ không khó, nhưng để trở thành một Nghệ sĩ thực thụ thì người nghệ sĩ ấy phải thực sự sống trong lòng khán giả mãi mãi cả về đức và tài và chị chính là một nghệ sĩ."— Nhà sản xuất chương trình Trang Lê

## Danh sách đĩa nhạc
Album phòng thu
- Đoản khúc thu Hà Nội (1997)
- Hồng Nhung & những bài Topten (1998)
- Bài hát ru cho anh (1998)
- Ru tình (2000)
- Cháu vẽ ông mặt trời (2001)
- Ngày không mưa (2001)
- Thuở Bống là người (2003)
- Một ngày mới (2003)
- Khu vườn yên tĩnh (2004)
- Như cánh vạc bay (2006)
- Vòng tròn (2011)
- Phố à, phố ơi... (2017)
- Tuổi thơ tôi (2020)
- Bống là ai? (2023)
- Đài phát thanh công cộng (2024)
- Hát về Hà Nội (2025)
- Cảm ơn (2025)

## Biểu diễn trực tiếp
- Năm 1997: Liveshow xuyên Việt đầu tiên mang tên "Hồng Nhung – Bống bồng ơi" với 9 đêm diễn tại Sài Gòn, Đà Nẵng, Hà Nội.
- Năm 1998: Đêm nhạc "Hồng Nhung – Bắt đầu từ hôm qua" thuộc chuỗi chương trình "Khách mời của VTV3" dành cho hơn 10 ngàn sinh viên Đại học Y Hà Nội.
- Năm 1999: Liveshow xuyên Việt "Hồng Nhung – Bài hát ru'99" với chủ đề "Vì cuộc sống trẻ thơ" với 9 đêm diễn tại Sài Gòn, Đà Nẵng, Hà Nội.
- 11-12/01/2001: Có một tình yêu tại Cung Văn hóa Lao động Hữu nghị Việt Xô cùng Ngọc Tân.[106]
- Năm 2003: Một ngày mới mở màn cho loạt chương trình "Âm nhạc và những người bạn" của VTV3.
- Năm 2003: Thuở Bống là người tại Bình Quới với sự tham dự của hơn 5000 khán giả.
- 14/11/2004: Khu vườn yên tĩnh thuộc chương trình "Giai điệu bè bạn" của HTV7 Đài truyền hình TP. Hồ Chí Minh.
- Năm 2006: Như cánh vạc bay tại Nhà hát Thành phố Hồ Chí Minh.
- Năm 2007: Vì ta cần nhau cùng Quang Dũng tại Nhà hát Thành phố Hồ Chí Minh.
- Năm 2009: Quang Dũng Có đâu bao giờ cùng Quang Dũng
- 04/10/2012: Có phải em mùa thu Hà Nội  tại Cung Văn hóa Hữu nghị Hà Nội.
- 05/12/2013: Phố à phố ơi... Bống à Bống ơi!" tại Cung Văn hóa Hữu nghị Hà Nội.
- 18/06/2017: "In the Spotlight: Tuổi thơ tôi" tại Cung Văn hóa Hữu nghị Hà Nội cùng Bằng Kiều, Nhật Minh và Ngọc Linh.
- 11-12/03/2023: Bống là ai? tại Nhà hát lớn Hà Nội.[107]
- 2024: Live Concert Hát về Hà Nội.

## Phim
| Năm  | Phim                | Vai                                            |
| ---- | ------------------- | ---------------------------------------------- |
| 2001 | Người Mỹ trầm lặng  | Ca sĩ phòng trà và là ca sĩ hát chính cho phim |
| 2008 | Giải cứu thần chết  | Cô giáo Thảo                                   |
| 2014 | Bếp hát             | Khách mời                                      |
| 2024 | Thong dong với Bống | Bản thân                                       |